# ماسانوري أوهاشي
ماسانوري أوهاشي (باليابانية: 大橋正教) هو مصارع هاوي ياباني، ولد في 7 ديسمبر 1964.

## وصلات خارجية
- ماسانوري أوهاشي على موقع قاعدة بيانات المصارعة الدولية (الإنجليزية)
- ماسانوري أوهاشي على موقع أوليمبيديا (الإنجليزية)